# Каяльский
Каяльский — посёлок в Азовском районе Ростовской области.
Входит в состав Задонского сельского поселения.

## География
Расположен в 40 км (по дорогам) южнее районного центра — города Азова, на левобережье реки Эльбузд.

### Улицы
| - ул. 60 лет СССР, - ул. Заречная, - ул. Комсомольская, - ул. Ленина, - ул. Мира, - ул. Мичурина, - ул. Садовая, - ул. Социалистическая, - ул. Чижевского, - ул. Школьная. | - пер. Вишневый, - пер. Рабочий, |

## История
В 1932 году в Азовском районе был организован Госплемзавод «Каяльский». Ему было суждено обрести славу по всему Советскому Союзу ещё в довоенные годы, после войны «Каяльский» также был в числе передовых. Основной задачей госплемзавода было выведение новых пород свиней. За высокие производственные показатели 96 его тружеников были удостоены правительственных наград. Руководящие должности занимали научные сотрудники, по тем временам на редкость образованные, владеющие несколькими иностранными языками.
Однако, несмотря на успехи в научном подходе к разведению свиней крупной белой и беркширской породы, без простых тружеников госплемзавод никогда не стал бы знаменитым.
Сразу после освобождения Приазовья от захватчиков, начался период восстановления разоренного госплемзавода.
Интенсивная племенная работа началась в «Каяльском» с 1961 года. Для улучшения селекционной работы с племенным поголовьем завозились животные из Свердловской области, Краснодарского края, Московской области. За послевоенные годы в хозяйстве был накоплен значительный опыт ведения племенного дела, подготовлены квалифицированные кадры свиноводов.
В сентябре 1963 года госплемзавод посетила японская делегация. В знак солидарности они передали главному зоотехнику вымпел с надписью «Миру-мир!»
За опытом внедрения передовых технологий специалисты ездили в госплемзаводы Московской области, Одессы, Краснодарского края, в Латвийскую академию сельхознаук. Деловые связи установились со многими научными учреждениями.
22 марта 1966 года за успехи в развитии животноводства, увеличении производства и заготовок продуктов животноводства свинарке госплемзавода "Каяльский Анастасии Косолаповой было присвоено звание Героя Социалистического Труда с вручением ордена Ленина и золотой медали «Серп и Молот».
Ей так же было присвоено звание ударницы коммунистического труда. Коллектив госплемзавода «Каяльский» был награждён Почетным Красным знаменем Президиума ВС РСФСР, Совета Министров и ВЦСПС. Памятное знамя, в отличие от переходящего, навечно оставалось в хозяйстве.
За высокие показатели отрасли свиноводства Госплемзаводу «Каяльский» неоднократно вручались государственные премии, а элитные свиноматки были участницами ВДНХ.
В 1987 г. указом ПВС РСФСР поселку центральной усадьбы совхоза «Каяльский» присвоено наименование Каяльский.

## Население
| 1989 | 2002 | 2010 |
| ---- | ---- | ---- |
| 923  | ↗946 | ↗989 |

## Инфраструктура
Основным культурным центром посёлка является Дом Культуры, где проходят различные праздничные мероприятия, организованы кружки, такие как футбол, настольный теннис и др. Работают пять продуктовых магазинов, Бар и семейное кафе. Есть пляж и множество выходов к реке для рыбалки.
В посёлке разрабатывается очень крупный песочный карьер, большая часть которого уже заполнена водой. Есть колбасный цех с громким названием «Каяльский». В посёлке имеется школа, детский сад и автосервис. В сравнении с большинством населённых пунктов области очень хорошо развито транспортное сообщение с Ростовом-на-Дону.

## Достопримечательности
На центральной площади посёлка находится мемориальный памятник с именами воинов-жителей Каяльского, не вернувшихся с фронтов Великой Отечественной войны. Есть свой «Белый дом» на территории которого берёзовая роща и сосновый бор.